# Đuro II., kralj Grčke
Đuro II. ili Juraj II. (grč. Γεώργιος Βʹ, Geórgios Βʹ) (Tatoi, kraj Atene, 20. srpnja 1890. – Atena, 1. travnja 1947.), grčki kralj od 1922. do 1924. i od 1935. do 1947. godine te danski kraljević po pradjedu, danskom kralju Kristijanu IX. (1863. – 1906.). Bio je najstariji sin kralja Konstantina I. iz danske dinastije Schleswig-Holstein-Sonderburg-Glücksburg, ogranka dinastije Oldenburg.

## Životopis
Rodio se kao najstariji sin grčkog kralja Konstantina I. († 1923.), ali bio je izuzet od nasljeđivanja prijestolja zbog izraženih pronjemačkih stavova za vrijeme Prvog svjetskog rata (1914. – 1918.) zbog čega je nakon abdikacije njegova oca, krunu preuzeo srednji sin, Aleksandar (1917. – 1920.). Nakon prerane Aleksandrove smrti uzrokovane zatrovanjem krvi, na prijestolje se vratio Konstantin I. kojeg je poslije druge abdikacije 1922. godine naslijedio Đuro II. Već sljedeće godine zbačen je s prijestolja te je otišao u izgnanstvo sa suprugom Elizabetom, a 1924. godine ukinuta je monarhija i proglašena republika.
Kralj je ostao u izbjeglištvu sve do 1935. godine kada je vlast u zemlji, uz pomoć vojske, osvojila Narodna stranka i proglasila obnovu monarhije. Godine 1936. vlast je, uz podršku kralja Đure II., preuzeo general Ioannis Metaxas pod izgovorom da će vlast preuzeti komunisti te je uveo diktaturu. Kraljeva podrška diktaturi stavila je Dvor u nezgodan položaj, osobito nakon što je Metaxas zabranio djelovanje političkih stranaka, raspustio parlament i suspendirao ustavna prava.
Po njemačkom napadu na Grčku 1941. godine, povukao se s vladom u emigraciju, odakle se vratio 1946. godine, tijekom građanskog rata u Grčkoj (1944. – 1949.) koji se vodio između provladinih snaga i komunističke Grčke narodnooslobodilačke armije.
Budući da nije imao potomaka, naslijedio ga je najmlađi brat Pavao 1947. godine.

## Vanjske poveznice
- Đuro II. Hrvatska enciklopedija
- George II, king of Greece Britannica (engl.)

| Prethodnik Konstantin I. (1920. - 1922.) | Grčki kralj | Nasljednik nitko (ukinuta monarhija) |

| Prethodnik nitko (obnovljena monarhija) | Grčki kralj | Nasljednik Pavao (1947. - 1964.) |